# Friedl Wolfgang
Gottfried „Friedl“ Wolfgang (* 30. Oktober 1908 in Lilienfeld; † 14. Oktober 1984 in Waidhofen an der Ybbs) war ein österreichischer Skirennläufer sowie Generalsekretär für die Olympischen Winterspiele 1964 in Innsbruck.

## Biografie
Friedl Wolfgang kam bereits früh mit dem alpinen Skisport in Berührung und wurde von Mathias Zdarsky sowie dessen Schüler Willi Egger und später auch von Guzzi Lantschner unterrichtet. Seine ersten Siege erreichte er bei Mittelschulmeisterschaften; seinen ersten großen Erfolg feierte er 1931 bei den Rennen am Schneeberg. Dieses aus österreichischer Sicht damals wichtigste Rennen des Jahres wurde mit einem Abfahrts- und einem Slalomlauf am 21. und 22. März 1931 ausgetragen und diente einerseits dazu für den Skisport zu werben und andererseits auch die Behörden von der Bedeutung des noch jungen Rennsports zu überzeugen. Friedl Wolfgang belegte in der Kombinationswertung aus beiden Läufen den zweiten Rang hinter Friedl Däuber und sicherte sich mit diesem Erfolg in einer durch Teilnehmer aus der Schweiz, Jugoslawien und Großbritannien überaus starken Konkurrenz, erstmals die öffentliche Aufmerksamkeit. Bei den Damen blieb in diesem Rennen Inge Lantschner erfolgreich.
Beim nächstjährigen Schneebergrennen 1932 erreichte Wolfgang den dritten Platz in der Kombination. Sieger in diesem Rennen, bei dem zum Slalom nur noch die besten dreißig Skiläufer der Abfahrt antreten durfte, wurde der Kitzbüheler Sigi Engl. Bei den Damen blieb die ehemalige Eiskunstläuferin Herma Szabó erfolgreich. 1933 belegte der Niederösterreicher gute Platzierungen bei den Akademischen Meisterschaften und durfte daraufhin auch bei den Heimweltmeisterschaften im selben Jahr in Innsbruck antreten, wo er in der Kombination (Sieger Toni Seelos) immerhin viertbester Österreicher werden konnte.
Zwei Jahre darauf gewann er in Zell am See mit Siegen in Abfahrt und Slalom die österreichische Meisterschaft in der alpinen Kombination und erreicht mit dem sechsten Rang, wiederum in der alpinen Kombination, bei den Weltmeisterschaften 1935 in Mürren seine beste WM-Platzierung. 1937 erreichte er nochmals vordere Ränge bei den Akademischen Weltmeisterschaften.
Nach seiner aktiven Karriere schlug der im Zivilberuf als Mittelschullehrer tätige Pädagoge eine Laufbahn als Trainer ein und betreute unter anderem die österreichische, italienische und belgische Damennationalmannschaft. Nach dem Zweiten Weltkrieg wurde er Heim- und Lehrgangsleiter in St. Christoph und arbeitete von 1945 bis 1949 als Chefskilehrer und Bergführer für die britischen Truppen im besetzten Österreich. 1949 nahm er die Stelle des Wintersportreferenten der Kurverwaltung in Bad Gastein an und war auch Streckenchef der Weltmeisterschaften 1958 am Graukogel. Danach wurde er Generalsekretär der Olympischen Winterspiele 1964 in Innsbruck und Leiter der Abteilung Sport beim Amt der Tiroler Landesregierung.
1987 veröffentlichte Hofrat Professor Mag. phil. Gottfried Wolfgang im Verlag des Bezirksheimatmuseums Lilienfeld sein Buch „Mathias Zdarsky – Der Mann und sein Werk“ das sich mit der Geschichte des alpinen Skilaufs von den Anfängen bis zu den Entwicklungen in den 1980er Jahren beschäftigt.

## Erfolge
- 6. Platz in der Kombination bei der alpinen Skiweltmeisterschaft in Mürren 1935
- Österreichischer Meister in der alpinen Kombination in Zell am See 1935
- 2. Platz in der alpinen Kombination beim Schneebergrennen 1931
- 3. Platz in der alpinen Kombination beim Schneebergrennen 1932

## Auszeichnungen (Auszug)
- 1958: Silbernes Ehrenzeichen für Verdienste um die Republik Österreich
- 1964: Ehrenring der Stadt Innsbruck